# Хелиополис (Египет)
Хелиополис, също Хелиопол или Илиопол, е един от най-големите и стари градове в Древен Египет и важен древен религиозен център. През 20. век приблизително на мястото на стария е построен нов град, известен като Модерен Хелиополис.
Повечето информация за града идва от писмени източници. Споменат е в Текстовете от пирамидите като „Домът на Ра“. Въз основа на местното почитание на слънчевия бог Ра (пред това - на Атум), градът е наричан Хелиополис (Град/Полис на Хелиос) от древните гърци и римляни. Вероятно местното наименование е било Иуну; в "Библията" е споменаван, като Он, а на арабите - известен като Иуан.
Хелиополис е населен още от времето на Додинастичния период. Той е столица на 13-и ном (сепат) на Долен Египет. Градът се разширява по време на Старото и Средното царства, но след това е разрушен.
Руините на Хелиополис са в района на предградието Айн Шамс, в североизточната част на съвременния град Кайро (Ал-Абиат), столица на Арабска република Египет. Храмовете и сградите на древния Хелиополис са били използвани през Средновековието, като източник на строителен материал за строежа на Кайро. Най-забележителната запазена останка е изработен от червен гранит 120-тонен обелиск, висок към 20,7 метра, наричан Обелиск на Ра от храма на бог Ра. Той се издига на първоначалното си място, днес в Al-Masalla (Ел-Матерея/Матария), район в северната част на Голямо Кайро, където е издигнат по времето на фараон Сенусрет I от XII династия (живял през XX век пр.н.е. - в епохата на Средното царство на Египет).